# مارشیمون بنیامین

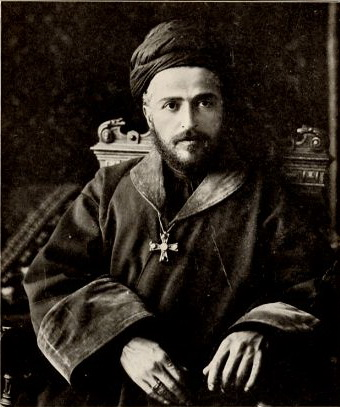
مارشیمون

مار شمعون بیست و یکم بنیامین (به سریانی: ܡܪܝ ܒܢܝܡܝܢ ܫܡܥܘܢ ܥܣܪܝܢ ܘܩܕܡܝܐ) یا مارشیمون بنیامین، در بیشتر بن مایه‌های ایرانی مارشیمون (زادهٔ ۱۸۸۷- مرگ ۳ مارس ۱۹۱۸/جمادی‌الثانی ۱۳۳۶ هجری قمری) جاثلیق و رهبر مذهبی مسیحیان پیرو کلیسای نسطوری کلدانی  بود.

## زندگی
او به سال ۱۸۸۷ میلادی در روستای قوچانس از توابع استان حکاری ترکیه، در دوره امپراتوری عثمانی به دنیا آمد. وی ۶ خواهر و برادر به نام‌های اشعیا، زیا، پائولس (که بعدها جانشین خودش شد)، داوود، هرمز و سرمه داشت. در ۱۹۰۳ میلادی به رهبری مذهبی آشوریان رسید. در خلال رویدادهای جنگ جهانی اول (زمستان ۱۲۹۳ شمسی) به همراه انبوهی از پیروانش موسوم به جلوها، و روس‌هایی که از عثمانی عقب‌نشینی می‌کردند، به ایران پناهنده‌ شده در ارومیه مستقرگردیدند. وی پس از مدتی با سوء استفاده   از خلأ قدرت دولت مرکزی؛ حمایت و تقویت کشورهای متفق اقدام به تشکیل یک دولت مسیحی خودمختار در مرزهای خاوری عثمانی نمود و مدتی را بر ارومیه، سلماس و بخش‌های از غرب آذربایجان فرمان‌راند. در این دوره خونریزی‌های بسیاری در این بخش از ایران رخ‌داد. در ۱۹۱۸ حین لشکرکشی به سلماس، زمانی که می‌کوشید با اسماعیل آقا سمیتقو اتحادی برقرار سازد به همراه ۱۵۰ تن از یارانش به دست وی کشته‌شد.
کشته‌شدن مارشیمون سبب‌ شد تا آشوری‌ها خشم خود را بر سر مردمان ارومیه و سلماس و روستاهای گرداگرد آن بریزند. پاره‌ای منابع آشوری ترور او را منتسب به دستگاه ولایتعهدی تبریز (محمد حسن میرزا) می‌دانند، هرچند مدرک مستدلی در این باره در دست نیست.
کسروی در تاریخ هجده سالهٔ آذربایجان می‌نویسد «آری مارشیمون به اندازهٔ مستر شت و دیگران سنگدل و خونخوار نبود و به آن اندازه آدمکشی خرسندی نمی‌داد و چنان‌که گفته‌می‌شود خود مرد دوراندیشی بود و سود کار را در خونریزی بیش از اندازه نمی‌دید…»
| پیشین: مارشیمون روبیل | بطریق کلیسای شرق آشوری ۱۹۰۳–۱۹۱۸ | پسین: مارشیمون پائولوس |